# Distretto di Moroto
Il distretto di Moroto è un distretto dell'Uganda, situato nella Regione settentrionale.